# Chiesa di Santa Maria Assunta (Faltognano)
La chiesa di Santa Maria Assunta è una chiesa di Vinci, in provincia di Firenze, che si trova nella frazione di Faltognano.

## Storia e descrizione
Edificata nel XIII secolo, è stata più volte rimaneggiata, fino alla radicale ristrutturazione del 1895; l'interno è stato ristrutturato nel 1971.
L'impianto è a croce latina, con ampio presbiterio sormontato da una cupola, sotto la quale è posto l'altar maggiore. Nella cappella del braccio destro del transetto si trova un altare in pietra sereno scolpito (XVII secolo) con una pala di Francesco Bianchi, che ha al centro una finestrella ottagonale con la Madonna del Buon Consiglio; nell'altare è inserito un tabernacolo in pietra serena (XVI secolo). L'altare del transetto sinistro, anch'esso in pietra serena, conserva una tela con il Martirio di San Sebastiano.
Nei pressi della chiesa si trova un leccio monumentale.